# Wapen van Balen

Het wapen van Balen

Het wapen van Balen is het heraldisch wapen van de Antwerpse gemeente Balen. Het wapen werd op 6 oktober 1819 per besluit van de Hoge Raad van Adel aan de gemeente toegekend. Het wapen is op 31 december 1838, nu per koninklijk besluit, in gebruik herbevestigd. De gemeente Balen is in 1977 ontstaan uit een fusie tussen Balen en Olmen. De nieuwe gemeente heeft besloten om het oude wapen in ongewijzigde vorm te continueren.

## Blazoeneringen
Door de herbevestiging en de fusie heeft Balen drie blazoeneringen voor het wapen.
De eerste blazoenering luidt als volgt:
Van lazuur beladen met een st. Andreas kruis van goud. Het schild ter regterzijde vastgehouden door een klimmenden leeuw en ter linker zijde door een klimmende griffioen en van achteren rustende tegen den Heiligen Andreas, alles van goud.
In 1839 werd het oude wapen in gebruik bevestigd met een aangepaste tekst. Dit wapen kreeg een blazoenering in het Frans en Nederlands, de twee beschrijvingen luiden als volgt:
Un écu d'azur, à un sautoir d'or,timbré du buste de Saint André. Supports: à dextre, un lion & à senestre, un griffon, le tout d'or.

Een blauw schild met een gulden Sint Andries kruys, gedekt met het borstbeeld van Sint Andries, rustende ter regter zyde op eenen leeuw en ter linker zyde, op eenen griffoen, alles van goud.
Het wapen is geheel blauw van kleur met in het blauwe veld een gouden schuinkruis, of sint andreaskruis. Een blauw veld met gouden wapenfiguur wordt in jargon aangeduid als een wapen in in Nassause kleuren. Op het schild staat Sint Andreas, met in zijn rechterhand een sleutel en in zijn linkerhand een boek. Aan de rechterzijde van het schild staat een leeuw en aan de linker een griffioen. De twee schildhouders en Sint-Pieter zijn geheel in goud uitgevoerd.
De huidige blazoenering is als volgt:
In lazuur een schuinkruis van goud. Het schild geplaatst voor een Sint-Pieter met in de rechterhand een sleutel en in de linkerhand een gesloten boek, en gehouden rechts door een leeuw en links door een griffioen, alles van goud.
Het wapen is, ten opzichte van de voorgaande beschrijvingen, niet gewijzigd. Wel is de beschrijving gecorrigeerd. Sint Andreas wordt nu correct Sint Pieter genoemd. Alleen het boek in de linkerhand van Sint Pieter is nieuw, bij voorgaande tekeningen hield de heilige namelijk zijn mantel vast.

## Geschiedenis
Balen behoorde ten tijde van het ancien régime tot de heerlijkheid Voogdij Mol, Balen en Dessel. Mol was de belangrijkste plaats van de heerlijkheid, wat ook verklaart dat het niet Sint Andreas, maar Sint Pieter is die achter het wapen staat. Sint Pieter, ook wel Petrus, is de beschermheilige van Mol. Sint Andries, die foutief vermeld wordt op de wapentekening, is wel de beschermheilige van Balen. Ook het schuinkruis is niet correct weergegeven. Het kruis zou, net als bij dat van Dessel, uitgeschulpt moeten zijn. Het schuinkruis is afkomstig van het wapen van de familie Roelants. De familie had gedurende de 17e eeuw de heerlijkheid in haar bezit. De familie voerde een gouden, uitgeschulpt schuinkruis op een zwart veld.
Hoewel het wapen dus fout is, stemden zowel Balen als de Vlaamse Heraldische Raad ermee in om het wapen niet aan te passen. Zou het wapen aangepast worden, dan zou het identiek zijn aan dat van Dessel. Omdat de gemeentelijke vlag, gebaseerd wordt op het wapen, zouden ook de vlaggen van de twee gemeenten gelijk aan elkaar worden. De enige wijziging die wel doorgevoerd werd, was de benaming van de heilige: Sint Andries werd Sint Pieter.

## Vergelijkbare wapens
Het wapen van Dessel is te vergelijken met de volgende wapens:

Het wapen van Dessel
Het wapen van Mol